# WBBR

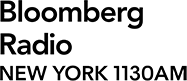
WBBR Bloomberg logo

WBBR est une station de radio américaine diffusant ses programmes en ondes moyennes (1130 kHz) sur New York. Cette station est une radio d'informations économiques.
Cette station a émis pour la première fois en 1922 sous le nom de WAAM, devenant WODA en 1925, puis WNEW de 1934 à 1993. WNEW fut l'une des premières station à programmer les dernières nouveautés en matières de disques. Elle accompagne ainsi les modes musicales, jouant la carte du rock 'n' roll à partir de la fin des années 1950. La station change de nom et de style en 1993,.